# 復活島吻鮋
復活島吻鮋，為輻鰭魚綱鮋形目鮋亞目鮋科的其中一種，為亞熱帶海水魚，分布於東太平洋復活節島海域，棲息深度可達5公尺，體長可達20.2公分，棲息在岩石底質底層水域，生活習性不明。

## 扩展阅读
維基物種上的相關：復活島吻鮋